# Windows Server 2012
Windows Server 2012, codinomeado "Windows Server 8", é a sexta versão do Windows Server, sistema operacional destinado para servidores. É a versão para servidor do Windows 8 e é o sucessor do Windows Server 2008 R2. Duas versões de pré-lançamento, uma visualização de desenvolvedor e uma versão beta, foram lançadas durante o desenvolvimento. A versão final foi lançada em 4 de setembro de 2012.
Ao contrário de seu antecessor, o Windows Server 2012 não possui suporte para computadores baseados em Itanium, e tem quatro edições. Vários recursos foram adicionados ou melhorados em relação ao Windows Server 2008 R2 (com muitos colocando ênfase na computação em nuvem), como uma versão atualizada do Hyper-V, uma função de gerenciamento de endereço IP, uma nova versão do Gerenciador de Tarefas do Windows, e o ReFS, um novo sistema de arquivos. O Windows Server 2012 recebeu geralmente boas críticas, apesar de ter incluído a mesma controversa interface de usuário baseada no design Metro vista no Windows 8.
O sucessor do Windows Server 2012, chamado Windows Server 2012 R2, foi lançado junto com o Windows 8.1 em Outubro de 2013. Um service pack, formalmente chamado Windows Server 2012 R2 Update, foi lançado em abril de 2014.

## Funcionalidade

### Opções de instalação
Ao contrário do seu antecessor, o Windows Server 2012 pode alternar entre as opções de instalação "Server Core" e "Server com uma GUI" sem precisar fazer uma reinstalação completa. Server Core – uma opção com uma interface somente de linha de comando – agora é a configuração recomendada. Há também uma terceira opção de instalação que permite que alguns elementos da GUI, como o MMC e o Gerenciador de Servidor, sejam executados, mas sem a área de trabalho normal, shell ou programas padrão como o Windows Explorer.

### Interface de usuário
O Gerenciador de Servidor foi redesenhado com ênfase em facilitar o gerenciamento de vários servidores. O sistema operacional, como o Windows 8, usa a interface de usuário baseada no design Metro, a menos que esteja instalado no modo Server Core. A Windows Store está disponível nesta versão do Windows, mas não está instalada por padrão. O Windows PowerShell nesta versão tem mais de 2300 commandlets, enquanto a versão que vem instalada no Windows Server 2008 R2 tem cerca de 200 commandlets.

### Gerenciador de tarefas
O Windows Server 2012 inclui uma nova versão do Gerenciador de tarefas do Windows junto com a versão antiga. Na nova versão, as abas são ocultas por padrão, mostrando apenas aplicativos. Na nova aba Processos, os processos são exibidos em diferentes tons de amarelo, com tons mais escuros que representam o uso mais pesado de recursos. Ela lista nomes de aplicativos e status, bem como a utilização de CPU, de memória, de disco rígido e de rede.

### Active Directory
O Windows Server 2012 tem uma série de mudanças no Active Directory em relação à versão fornecida com o Windows Server 2008 R2. O assistente de instalação do Serviço de Domínio do Active Directory foi substituído por uma nova seção no Gerenciador de Servidor, e uma GUI foi adicionada à Lixeira do Active Directory. Múltiplas políticas de senhas podem ser definidas no mesmo domínio. O Active Directory no Windows Server 2012 agora reconhece quaisquer alterações resultantes da virtualização, e os controladores de domínio virtualizados podem ser clonados com segurança.

### Hyper-V
O Windows Server 2012, juntamente com o Windows 8, inclui uma nova versão do Hyper-V, como apresentado no evento Microsoft BUILD. Muitos novos recursos foram adicionados ao Hyper-V, incluindo virtualização de rede, multi-arrendamento, pools de recursos de armazenamento, conectividade entre instalações e backup em nuvem.

### ReFS
Resilient File System (ReFS), codinomeado "Protogon", é um novo sistema de arquivos no Windows Server 2012 inicialmente projetado para servidores de arquivos que oferece melhorias em vários aspectos em relação ao NTFS.

### IIS 8.0
O Windows Server 2012 está equipado com o servidor web IIS 8.0 da própria Microsoft.

## Edições do Windows Server 2012[7]

### Datacenter
Edição destinado a ambientes de nuvem privada ou híbrida. Está é a versão mais completa da edição 2012.

### Standard
Possui funcionalidade completa, assim como a edição Datacenter porém, é destinados a ambientes não-virtualizados.

### Essentials
Destinado a pequenos negócios, esta edição está limitada a apenas 25 contas de usuários.

### Foundation
Para uso geral, está disponível apenas na versão OEM. Limitado com 15 contas de usuários.

## Requisitos do sistema
| Processador           | 1.4 GHz, x64                                   |
| Memória               | 512 MB                                         |
| Espaço livre em disco | 32 GB (mais se houver pelo menos 16 GB de RAM) |

O Windows Server 2012 funciona apenas em processadores de base x64. Ao contrário do seu antecessor, o Windows Server 2012 não oferece suporte ao Itanium.
Atualizações a partir do Windows Server 2008 and Windows Server 2008 R2 são suportadas, embora as atualizações a partir de versões anteriores não sejam.

## Windows Server 2012 R2
O Windows Server 2012 R2 foi lançado em 18 de outubro de 2013. Foi revelado em 3 de junho de 2013 na Conferência TechEd na América do Norte. De acordo com a folha de dados do Windows Server 2012 R2 publicada em 31 de maio de 2013, existem quatro edições deste sistema operacional: Foundation, Essentials, Standard e Datacenter. Assim como acontece com o Windows Server 2012, as edições Datacenter e Standard são idênticas em relação aos recursos, variando apenas com base no licenciamento (particularmente o licenciamento de instâncias virtuais). A edição Essentials tem os mesmos recursos que os produtos Datacenter e Standard, com algumas restrições.
Uma atualização adicional, oficialmente designada Windows Server 2012 R2 Update, foi lançada em abril de 2014, um conjunto cumulativo de atualizações de segurança, atualizações críticas e atualizações.
O Windows Server 2012 R2 foi sucedido pelo Windows Server 2016.